# Chadzjidimovo (kommun)
Obsjtina Chadzjidimovo (bulgariska: Община Хаджидимово) är en kommun i Bulgarien.   Den ligger i regionen Blagoevgrad, i den sydvästra delen av landet, 140 km söder om huvudstaden Sofia.
Obsjtina Chadzjidimovo delas in i:
- Ablanitsa
- Beslen
- Blatska
- Koprivlen
- Novo Leski
- Sadovo
- Teplen
- Tesjovo

Följande samhällen finns i Obsjtina Chadzjidimovo:
- Chadzjidimovo

I omgivningarna runt Obsjtina Chadzjidimovo växer i huvudsak blandskog. Runt Obsjtina Chadzjidimovo är det glesbefolkat, med 15 invånare per kvadratkilometer.